# Kotschya perrieri
Kotschya perrieri är en ärtväxtart som först beskrevs av René Viguier, och fick sitt nu gällande namn av Bernard Verdcourt. Kotschya perrieri ingår i släktet Kotschya och familjen ärtväxter. Inga underarter finns listade i Catalogue of Life.